# Marinaio

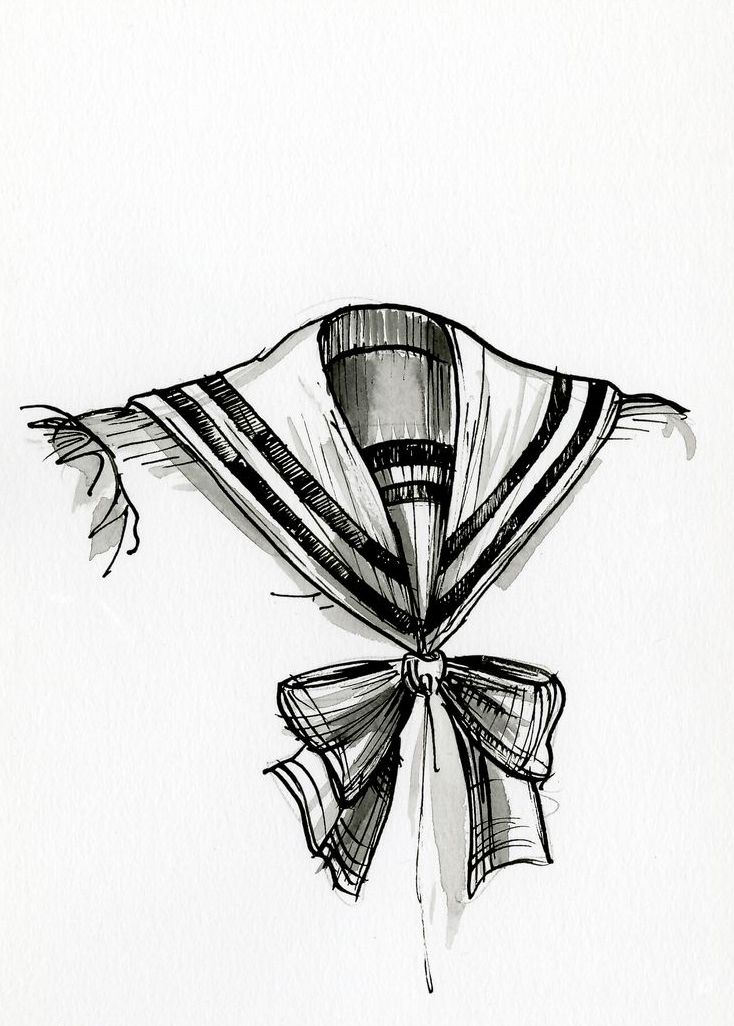
Disegno di dettaglio di una tipica divisa da marinaio.

Un marinaio è un membro dell'equipaggio di una nave.

## Descrizione
Sulle prime navi il numero di marinai era molto ridotto, ma con lo sviluppo dei transatlantici e in seguito delle navi da crociera il numero dei membri dell'equipaggio è notevolmente cresciuto, ma in realtà la maggior parte è costituita da personale di cabina, alberghiero e di ristorante rispetto al personale di navigazione e di manovra addetto ai servizi di coperta, di macchina e in genere ai servizi tecnici di bordo.
I compiti dei marinai sono molteplici: badano alla gestione della nave, svolgere la regolare manutenzione, e in alcuni casi devono provvedere anche alla cambusa, alla quale è però generalmente preposto un mozzo.

## Nel mondo
In molte marine militari è un grado, come marinaio di 3ª classe, marinaio di 2ª classe, marinaio di 1ª classe, marinaio.

### Italia
In Italia i marinai di professione sono immatricolati nella gente di mare iscrivendosi alle capitanerie di porto che rilascia apposito documento detto "libretto di navigazione"; in esso sono registrati e certificati i movimenti d'imbarco e sbarco, i titoli professionali marittimi, attestazioni di benemerenze civili e militari, cambiamenti di domicilio, servizi militari, nulla osta per l'imbarco su navi estere, consenso per l'arruolamento dei minori, obblighi di giuramento, servizi utili al conseguimento dei titoli professionali, periodi di inabilità al lavoro per infortunio o malattie che danno diritto a prestazioni di legge, pene accessorie, pene disciplinari della inibizione dell'esercizio della professione marittima.
Nella marina mercantile italiana per conseguire la qualifica di marinaio occorre aver compiuto 18 anni di età ed aver effettuato almeno 24 mesi complessivi di navigazione dei quali almeno 12 nel servizio di coperta.
Nelle navi con stazza inferiore a 50t, è possibile effettuare 12 mesi di navigazione complessiva nel servizio di coperta per conseguire la qualifica di marinaio.
Nella marina militare italiana i marinai semplici, detti comuni di seconda classe, compresi i fanti di marina, sono detti marò (dall'abbreviazione burocratica scritta mar.o per marinaio). Il termine è spesso usato impropriamente dai media per indicare indistintamente anche i graduati di marina, specie della Brigata marina "San Marco".